# Fox Broadcasting Company
FOX eller Fox Broadcasting Company er navnet på et amerikansk tv-netværk

## Programmer på FOX
Fox sender 19 timer og 30 minutters nationale programmer om ugen. Resten af tiden bestemmer de lokale Fox-stationer selv hvad de vil sende